# Льва
Льва (давня назва — Олва) — річка в Україні (у межах Рокитнівського і Дубровицькому районів Рівненської області) та Білорусі (у Берестейській області). Ліва притока Ствиги (басейн Прип'яті).

## Історія
Згадується в 1644 році. Юрій Федорович Чаплич-Шпанівський віддав у заставну оренду на два роки для пана Іллі Бабинського маєток рокитнівського ключа Старі Масевичі, та рудню на рεцε ωлъвε, що до нього належить. У 1704 році вже згадується польською мовою, як — na Lwie. Давня назва річки вочевидь має відношення до містечка Олевська, що неподалік.

## Опис
Довжина 172 км, площа басейну 2400 км² (у межах України відповідно 111 км і 1746 км²). Долина у верхній течії подекуди трапецієподібна, нижче — маловиразна, завширшки від 0,3 до 5 км. Заплава двостороння, переважно заболочена, у пониззі є озера-стариці. Річище слабозвивисте, у нижній течії каналізоване; його ширина до 15 м. Похил річки 0,37 м/км. Максимум річного стоку (до 50 %) припадає на весняний період. Споруджено водосховища (найбільше — Осницьке). У басейні річки створено осушувальні системи.

## Розташування
Льва бере початок з боліт на південному сході від села Борове. Тече переважно на північ.

## Притоки
- Грабівка, Бунів, Орлова, Мишенка (праві), Лісова Річка (ліва).